# Recensement de la Grèce de 1845
Le recensement de la population de 1845 (en grec moderne : Ελληνική απογραφή του 1845) est le douzième recensement officiel du royaume de Grèce. La population totale du pays s’élève à 986 731 habitants  tandis que sa superficie est de 47 516 km2. Le royaume comprend le Péloponnèse, la Grèce-Centrale et les Cyclades. La densité de population atteint 20,8 habitants par kilomètre carré. En ce qui concerne la population, on constate une augmentation de 55 795 habitants par rapport au recensement précédent (el). Le recensement a permis de collecter des données uniquement sur le sexe et l'âge, car à l'époque, les autorités étaient uniquement intéressées par le nombre de la population et non par ses caractéristiques socio-économiques.  Les résultats de ce recensement sont publiés en 1847.